# Rhamnus parvifolia
Rhamnus parvifolia är en brakvedsväxtart som beskrevs av Aleksandr Andrejevitj Bunge. Rhamnus parvifolia ingår i släktet getaplar, och familjen brakvedsväxter. Inga underarter finns listade i Catalogue of Life.